# Dick Hawe
Richard Hawe (1883 – 1961) là một cầu thủ bóng đá người Anh thi đấu cho Stoke.

## Sự nghiệp
Hawe sinh ra ở Stoke-upon-Trent và thi đấu bóng đá nghiệp dư cùng với Goldenhill United trước khi gia nhập Stoke năm 1908. Ông tiếp tục thi đấu với Goldenhill United và được dùng bởi Stoke khi nào cần. Ông trải qua 3 mùa giải với Stoke và chỉ có 1 lần ra sân trong mỗi mùa giải.

## Thống kê sự nghiệp
| Câu lạc bộ          | Mùa giải            | Giải vô địch | Giải vô địch | Cúp FA  | Cúp FA    | Tổng    | Tổng      |
| Câu lạc bộ          | Mùa giải            | Số trận      | Bàn thắng    | Số trận | Bàn thắng | Số trận | Bàn thắng |
| ------------------- | ------------------- | ------------ | ------------ | ------- | --------- | ------- | --------- |
| Stoke               | 1908–09             | 1            | 0            | 0       | 0         | 1       | 0         |
| Stoke               | 1909–10             | 1            | 0            | 0       | 0         | 1       | 0         |
| Stoke               | 1910–11             | 1            | 0            | 0       | 0         | 1       | 0         |
| Tổng cộng sự nghiệp | Tổng cộng sự nghiệp | 3            | 0            | 0       | 0         | 3       | 0         |